# Theodore Welton
Theodore „Ted“ Allen Welton (* 4. Juli 1918 in Saratoga Springs, New York; † 14. November 2010 in Pleasant Hill, Tennessee) war ein US-amerikanischer theoretischer Physiker.
Welton studierte am Massachusetts Institute of Technology, wo er mit Richard Feynman Ideen austauschte und 1939 bei Philip Morse sein Diplom (Senior Thesis, Bachelor) machte. Danach ging er an die University of Illinois, wo er bei Robert Serber hörte und 1944 promovierte. Im Zweiten Weltkrieg arbeitete er im Manhattan Project, wo er auf dessen Anforderung hin in der Theorie-Gruppe (T-4) von Feynman arbeitete. Nach dem Krieg war er zunächst bei Victor Weisskopf am Massachusetts Institute of Technology und an der University of Pennsylvania. 1950 ging er ans Oak Ridge National Laboratory (ORNL), wo er Senior Theoretical Physicist wurde. Er sorgte dort auch für eine enge Verbindung der University of Tennessee mit dem ORNL. Im Ruhestand lebte er in Crossville, Tennessee, und in Pleasant Hill, Tennessee, wo er 2010 verstarb.
1948 gab er eine einfache qualitative Beschreibung der quantenelektrodynamischen Korrekturen in der Atomphysik wie der Lamb-Verschiebung als Wechselwirkung nichtrelativistisch behandelter Elektronen mit stochastischen quantenmechanischen Fluktuationen des elektrodynamischen Feldes im Vakuumzustand, deren Mittelwert zwar verschwindet, nicht aber die Standardabweichung. Dies war ein früher Vorläufer später aufgegriffener Methoden, die als stochastische Elektrodynamik bekannt sind (von Timothy Boyer, L. de La Peña und anderen). Welton entwickelte die Methode am MIT, wartete aber zunächst noch mit der Veröffentlichung (er wollte eine relativistische Rechnung vorlegen) und präsentierte sie auch nicht auf der Shelter Island Konferenz 1947, so dass die Erklärung der Lamb-Verschiebung dann durch Hans Bethe, Weisskopf selbst und andere erfolgte, gefolgt von den relativistischen Berechnungen durch die Pioniere der Quantenelektrodynamik um Feynman und Julian Schwinger.
1951 bewies er mit Herbert B. Callen das Fluktuations-Dissipations-Theorem. Das Theorem wurde schon von Harry Nyquist 1928 veröffentlicht.
1953 wurde er Fellow der American Physical Society. Außerdem war er Alexander von Humboldt Fellow.
Er war zweimal verheiratet und hatte vier Kinder aus erster Ehe.